# Volîțea, Pustomîtî
Volîțea (în ucraineană Волиця) este un sat în comuna Ciîșkî din raionul Pustomîtî, regiunea Liov, Ucraina.

## Demografie
Componența lingvistică a localității Volîțea
     Ucraineană (99,61%)
     Alte limbi (0,39%)
Conform recensământului din 2001, majoritatea populației localității Volîțea era vorbitoare de ucraineană (99,61%), existând în minoritate și vorbitori de alte limbi.